# Саутси
Саутси (англ. Southsea) — морской курорт и географический район, расположенный в Портсмуте в южной части острова Портси, графство Гэмпшир, Англия. Саутси расположен к югу от центра Портсмута и к востоку от Старого Портсмута.

## История
История Саутси является частью истории Портсмута, Стаутси начал рост расширения британской морской мощи во время Британской империи. До 16-го века Саутси состоял в основном из небольших ферм, открытых пастбищ и болот за пределами главной военно-морской базы и самого города. Ожидание возможного французского нападения на военно-морскую базу привело к тому, что Генрих VIII приказал построить замок Саутси в 1544 году, прилегающий к каналу, подходящему к Портсмутской гавани. Саутси был впервые записан как топоним в королевском плане в 1577 году. Генрих VIII посетил замок Саутси в 1545 году, откуда он стал свидетелем ухода на дно военного корабля Мэри Роуз в Те-Соленте.